# 弗萊徹島
弗萊徹島（英語：Fletcher Island），是南極洲的島嶼，位於喬治五世地，處於格雷角西南面9.7公里的英聯邦灣東部，屬於弗萊徹群島的一部分，直徑0.4公里，現時由南極條約體系管理。